# Monkey Jacket

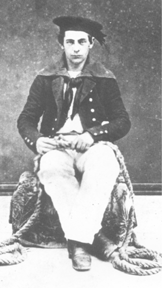
Sezessionskrieg Matrose in einem Monkey Jacket

Mit dem Spitznamen monkey jacket (deutsch Affenjacke) wird im angelsächsischen Sprachraum eine hüftlange Jacke bezeichnet, die sich an der Rückseite zu einer Spitze verjüngt. Der Begriff geht auf die 1850er Jahre und danach zurück.
Bereits in den 1790er Jahren trugen Seeleute eine zweireihige, hüftlange Jacke mit breitem Kragen im Roundabout-Stile (Karusselstil), auch Musterungsjacke genannt, die später als „Monkey Jacket“ bekannt wurde.
Den Spitznamen „Affenjacke“ erhielt sie nach den Äffchen, welche die Drehorgelspieler begleiteten. Diesen Leierkastenaffen wurde beigebracht, während der Musik Kunststücke vorzuführen und Münzen einzusammeln. Der Name stammt nicht davon, wie vielleicht naheliegend, weil Seeleute wie Affen auf die Takelage von Segelschiffen kletterten.
Wie es 2010 hieß, wird der Begriff im Vereinigten Königreich auch für eine Art Jacke verwendet, die in der Mod-Subkultur getragen wird.
In den Anfangsjahren der Bundeswehr wurde die bei Heer und Luftwaffe getragene doppelreihige Dienstbluse (eigtl. eine hüftlange Jacke ohne Außentaschen) scherzhaft „Affenjacke“ genannt. Ein weiterer Spitzname lautete "Königin-Luise-Gedächtnisbluse", da das Kleidungsstück im Sitzen stauchte und dem Soldaten dann einen optisch vergrößerten Brustumfang, also quasi einen Busen, verschaffte. Die Jacke zählte bis in die 1960er Jahre hinein zum Bundeswehr-Ausstattungssoll, bevor sie der Viertaschenrock vollständig verdrängte.

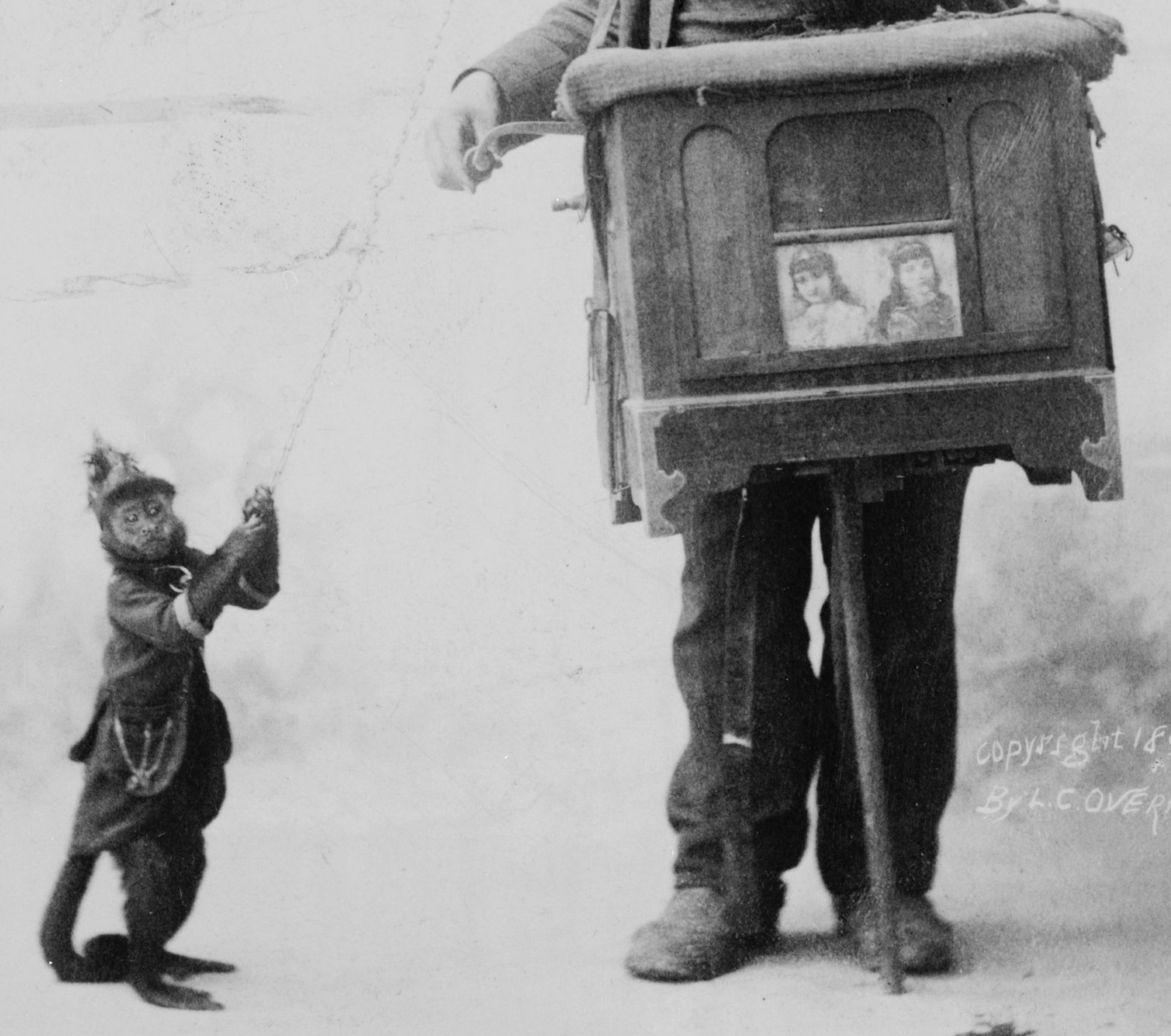
Englischer Leierkastenmann mit Jackenäffchen (1892)

## Andere Quellen
- Peter D. Jeans: Ship to Shore: A Dictionary of Everyday Words and Phrases Derived from the Sea. ABC-CLIO, 1998, ISBN 0-87436-717-4 (englisch).
- Herman Melville: Moby Dick. (englisch).